# Jesiona (województwo lubuskie)
Jesiona (niem. Grünwald) – wieś w Polsce, położona w województwie lubuskim, w powiecie nowosolskim, w gminie Kolsko.
| SIMC    | Nazwa    | Rodzaj     |
| ------- | -------- | ---------- |
| 0910127 | Jesionka | przysiółek |

W latach 1975–1998 miejscowość administracyjnie należała do województwa zielonogórskiego.

## Demografia
Liczba mieszkańców miejscowości w poszczególnych latach:
| Rok  | Ilość mieszkańców |
| ---- | ----------------- |
| 1998 | 293               |
| 2002 | 272               |
| 2009 | 316               |
| 2011 | 302               |
| 2021 | 316               |